# Hit combo
Hit combo (skrót od hit combination – kombinacja ciosów) – seria niezablokowanych przez przeciwnika uderzeń wchodzących w skład jednej kombinacji, szczególnie w komputerowych bijatykach.
Pierwszy cios rozpoczyna sekwencję combo, po czym każdy kolejny cios najczęściej nie pozostawia przeciwnikowi czasu na jego zablokowanie. W teorii ciosy combo mogą być wykonywane w nieskończoność, jednak na ogół gry posiadają techniczne ograniczenia (np. określoną długość pasku życia), które uniemożliwiają takie ruchy.
W innych gatunkach gier combo może odnosić się do kombinacji innych rzeczy, jak np. kombinacji wykonywanych trików w grach z serii Tony Hawk’s lub Crazy Taxi.